# Elton John (album)
Albums de Elton John
Empty Sky
(1969) Tumbleweed Connection
(1970)
Singles
1. Border Song
Sortie : avril 1970
2. Take Me To The Pilot
Sortie : octobre 1970
3. Your Song
Sortie : octobre 1970

Elton John est le deuxième album studio d'Elton John, sorti en 1970.
Sur ce disque, Elton John fait appel à Gus Dudgeon pour la production et Paul Buckmaster pour les arrangements orchestraux. Les deux hommes continuent à travailler avec lui sur ses albums suivants.
Le succès de la chanson Your Song, d'abord parue en face B du single Take Me to the Pilot, permet à l'album de bien se vendre et de se classer dans le Top 5 des ventes au Royaume-Uni comme aux États-Unis. Il est nommé aux Grammy Awards dans la catégorie « album de l'année » en 1971, mais perd face à Bridge over Troubled Water de Simon and Garfunkel.
En 2013, il reçoit le Grammy Hall of Fame Award.

## Titres
Toutes les chansons sont écrites par Bernie Taupin et composées par Elton John.

### Face 1
1. Your Song – 4:05
2. I Need You to Turn To – 2:33
3. Take Me to the Pilot – 3:47
4. No Shoe Strings on Louise – 3:32
5. First Episode at Hienton – 4:49

### Face 2
1. Sixty Years On – 4:36
2. Border Song – 3:22
3. The Greatest Discovery – 4:13
4. The Cage – 3:31
5. The King Must Die – 5:23

### Titres bonus
Les rééditions au format CD parues chez Mercury (1995) et Rocket (1996) incluent trois titres bonus. Bad Side of the Moon est la face B du single Border Song (avril 1970), et Rock and Roll Madonna / Grey Seal est un autre 45 tours (juin 1970).
1. Bad Side of the Moon – 3:15
2. Grey Seal (version originale) – 3:36
3. Rock and Roll Madonna – 4:52

Il existe également une édition deluxe de l'album, parue en 2008 chez Mercury, avec un deuxième CD contenant des démos, des prises alternatives et trois titres enregistrés pour la BBC.

## Musiciens
- Elton John : chant, piano, clavecin (2)
- Brian Dee : orgue Hammond (6, 7)
- Diana Lewis : synthétiseur Moog (5, 9)
- Frank Clark : guitare acoustique (1), contrebasse (10)
- Colin Green : guitare additionnelle (1, 7), guitare classique (6)
- Clive Hicks : guitare 12 cordes (1), guitare rythmique (4), guitare électrique (7, 8, 10), guitare acoustique (9)
- Roland Harker : guitare (2)
- Alan Parker : guitare rythmique (3)
- Caleb Quaye : guitare solo (3, 4, 5), guitare additionnelle (9)
- Dave Richmond : basse, contrebasse (1, 7, 8)
- Alan Weighall : basse (3, 4, 9)
- Les Hurdle : basse (10)
- Paul Buckmaster : violoncelle solo (8), arrangements et direction orchestrale
- Skaila Kanga : harpe (2, 8)
- Barry Morgan : batterie (1, 3, 4, 7, 9)
- Terry Cox : batterie (8, 10)
- Dennis Lopez : percussions (3, 4)
- Tex Navarra : percussions (9)
- Madeline Bell, Tony Burrows, Roger Cook, Lesley Duncan, Kay Garner, Tony Hazzard, Barbara Moore : chœurs (3, 4, 7, 9)
- Barbara Moore : Direction des chœurs

## Certifications
| Pays              | Certification | Unités certifiées |
| ----------------- | ------------- | ----------------- |
| États-Unis (RIAA) | Or            | 500 000           |